# Conclusions en procédure civile française
En procédure civile, les conclusions sont un document qui contient l'exposé des moyens de fait ou de droit sur lesquels se fondent les prétentions et les défenses des parties. Le mot désigne à la fois le contenant et le contenu. Les conclusions récapitulatives résument et donnent le
montant à indemniser.
- dans les procédures dites « orales » (sans représentation obligatoire par un avocat ou un avoué), les conclusions ne sont pas obligatoires. Les parties peuvent parfaitement présenter leurs argument oralement.

L'oralité est ainsi de règle devant le Tribunal d'instance, le Tribunal de commerce, le Conseil des prud'hommes, le Tribunal paritaire des baux ruraux et Tribunal des affaires de Sécurité Sociale.
Toutefois, dans la pratique, pour être informés des moyens de leurs adversaires, les avocats se notifient généralement des conclusions avant l'audience dont ils déposent un original entre les mains du juge au moment des plaidoiries. L'usage du dépôt de conclusions est donc général même quand la procédure est orale.
- dans les procédures dites « écrites » (lorsque la représentation par un avocat ou un avoué est obligatoire), seuls les arguments et les demandes formulés par écrit peuvent être jugés par le tribunal.

Les conclusions peuvent contenir des demandes incidentes telles qu'une demande additionnelle ou reconventionnelle.

## Autres
- Les conclusions ne peuvent être déposées après la clôture des débats qui est décidée par le juge. Cependant, lorsqu'à l'issue des plaidoiries, une partie ou plus généralement un avocat, peut être prié par le juge de lui préciser par écrit un point des explications qu'il a pu donner oralement, il ne s'agit plus de "conclusions" mais d'une "note en délibéré "

- Le Procureur de la République prend des réquisitions dans les affaires pénales, il "dépose" en revanche des conclusions dans les affaires civiles dans lesquelles il intervient.

- Devant la Cour de Cassation les conseils remettent non pas des conclusions, mais des mémoires.